# イリア・ゼドギニゼ
イリア・ゼドギニゼ（グルジア語: ილია ზედგინიძე、グルジア語ラテン翻字: Ilia Zedginidze、1977年1月20日 – ）は、ジョージアのラグビーユニオン選手。主たるポジションはナンバーエイトであり、ラインアウトのスペシャリストとして知られた。
2003年のワールドカップの開会式にジョージア代表として参加。2007年のワールドカップでは代表チームキャプテンを務めたが、負傷によりチームを離れた。この負傷により、彼はラグビーの国際大会からの引退を決断した。当時、彼は代表48キャップを有していた。
2008年から代表スコッドに復活。スコットランドA代表戦に出場。また2009年欧州ネイションズカップにも参加し、ポルトガル戦では同点のコンバージョンゴールにつながるトライを決めた。
彼はイタリアのロヴィーゴやフランスのFCオーシュ・ジェールに所属し、2006-2007シーズンにはラグビー・プロD2リーグで優勝した。